# Something Blue
Something blue (Algo triste en español) es el noveno episodio de la cuarta temporada de la serie de televisión estadounidense Buffy, la cazavampiros. La narración sigue a Willow que realiza un conjuro que hacer realidad todo lo que desea.

## Argumento
Mientras Willow (Alyson Hannigan) echa mucho de menos a Oz, Riley (Marc Blucas) finalmente le pide una cita a Buffy (Sarah Michelle Gellar). En casa de Giles (Anthony Head), Buffy interroga a Spike (James Marsters), encadenado en la bañera, sobre los comandos, aunque la información que da no es mucha. Willow sugiere que le hagan el conjuro de la verdad. Spike parece ser el único en darse cuenta de lo mal que lo está pasando Willow.
Cuando descubre que Oz ha mandado a recoger sus cosas, Willow se derrumba. Para tratar de controlar su dolor, primero se emborracha y después realiza un hechizo para que se haga su voluntad. Aunque cree que el hechizo ha salido mal, lo cierto es que funciona al menos con varias cosas de las que dice. Cuando Giles va a verla para decirle que no ha realizado el conjuro de la verdad, tienen una discusión sobre el que realizó la noche anterior. Willow le reprocha a Giles que no ve su sufrimiento y Giles empieza a quedarse ciego. Giles intenta hacer el conjuro él solo, pero Spike se da cuenta de que algo le pasa y escapa.
Cuando Buffy está tratando de consolar a Willow, recibe una llamada de Giles diciéndole que Spike se ha escapado, así que tiene que dejarla sola. Willow dice que lo encontrará en dos segundos y así sucede: se encuentran y Spike trata de indicarle dónde estaba la salida del laboratorio. Buffy regresa con Spike a casa de Giles.
Mientras Xander (Nicholas Brendon) está con Willow, el chico trata de que su amiga entienda que detener a Spike es importante, pero ella dice le da igual que Buffy le capture o que se casen: acto seguido Spike está de rodillas ante Buffy pidiéndole que se case con él, ella acepta y se besan. Willow le dice a Xander que él es un imán para los demonios, lo que se hace realidad cuando un montón de demonios persiguen a Xander.
Xander y Anya (Emma Caufield) se presentan en casa de Giles para contarle lo que pasa y entonces Xander se da cuenta de que las cosas que dijo Willow se están haciendo realidad. Mientras van a buscarla, el exjefe de Anya la convoca para ofrecerle un trabajo de demonio vengativo, pero Willow lo rechaza y aparece en la cripta en la que están luchando sus amigos para deshacer el hechizo.

## Reparto

### Personajes principales
- Sarah Michelle Gellar como Buffy Summers.
- Nicholas Brendon como Xander Harris.
- Alyson Hannigan como Willow Rosenberg.
- James Marsters como Spike.
- Anthony Stewart Head como Rupert Giles.

### Apariciones especiales
- Marc Blucas como Riley Finn.
- Emma Caulfield como Anya.
- Elizabeth Anne Allen como Amy Madison.

### Personajes secundarios
- Andy Umberger como D'Hoffryn.

## Producción

### Título
- El título proviene de una tradición de las bodas que empezó en la época victoriana en Inglaterra. El poema completo cita: «Algo viejo, algo nuevo, algo prestado, algo azul y un penique de plata en el zapato,» cada objeto suponía traer la suerte a la esposa. También se refiere al estado de Willow, que está triste, traduciendo la palabra Blue del inglés, como ese estado de ánimo. Además D`Hoffryn también es de color azul.

### Música
- Bette Midler - «Wind Beneath My Wings»
- blink-182 - «All the Small Things»
- Joe 90 - «Truth»
- Sue Willett - «Night Time Company»

## Continuidad
Aquí se presentan los hechos que o bien influyen en la cuarta temporada exclusivamente, o bien que viniendo de episodios anteriores influyen en este. Y por último, acontecimientos que ocurren en estw episodio que influyen en las demás temporadas o en alguna otra temporada.

### Para todas o las demás temporadas
- Es la primera vez que Willow hace un hechizo que acaba mal. Cosa que ocurrirá en otros episodios.
- En este episodio, D'Hoffryn da a Willow un talismán para que pueda contactar con él en caso de que cambiara de idea sobre volverse un demonio vengativo. Willow usará el talismán en el episodio de la séptima temporada Selfless.
- Willow transforma a Amy de nuevo en humana, pero solo por unos segundos y sin darse cuenta debido a su hechizo. A diferencia de cuando la devuelve a su forma humana conscientemente en Smashed.

### Errores de continuidad
- A pesar de que se supone que los vampiros no tienen reflejo, Spike puede verse reflejado varias veces en un espejo de la derecha de la puerta.[1]

### Crossover
- Buffy menciona brevemente la visita a Ángel en Los Ángeles, I Will Remember You, que tuvo lugar en el episodio anterior de Ángel.